# Misumenops pustulatus
Misumenops pustulatus är en spindelart som först beskrevs av Cândido Firmino de Mello-Leitão 1929. 
Misumenops pustulatus ingår i släktet Misumenops och familjen krabbspindlar. Inga underarter finns listade i Catalogue of Life.